# Hrabstwo Baraga

Piramida wieku hrabstwa

Baraga – hrabstwo w USA, w stanie Michigan, na Półwyspie Górnym. Populacja w 2010 r. liczyła 8860 mieszkańców. Siedzibą władz hrabstwa jest L’Anse.
Powierzchnia hrabstwa to 2768 km² (w tym 427 km² stanowią wody). Gęstość zaludnienia wynosi 4 osoby/km². Na terenie hrabstwa leży najwyższy szczyt stanu – Mount Arvon

## Wsie
- Baraga
- L’Anse
- Zeba (CDP)